# Владичин-Хан
Владичин-Хан (серб. Владичин Хан) — город в Сербии в одноимённой общине в Пчиньском округе. Согласно переписи населения 2011 года, было 8030 жителей. Владичин Хан относится к группе муниципалитетов в долине Южной Моравы и включает 51 населённый пункт.